# Семёнов, Борис Александрович (коммунист)
Бори́с Алекса́ндрович Семёнов (22 января 1890, Санкт-Петербург — 30 октября 1937, Москва) — советский государственный деятель, член политбюро ЦК КП(б)У (1927—1931 гг.), кандидат в члены ЦК ВКП(б) (1925—1937). Входил в состав особой тройки НКВД СССР.

## Биография
Окончил школу транспорта в Томске, с 1907 года — в РСДРП(б), в 1909 году арестован и осужден на поселение в Иркутской губернии. С 1917 года — секретарь городского отделения совета профсоюзов, позже военный комиссар бригады и дивизии 7-й Армии, председатель районного революционного трибунала в Петрограде, организатор районного комитета РКП(б) в Петрограде.
С 14 апреля до 3 ноября 1921 года — председатель Петроградской губернской ЧК, в 1922—1925 гг. — секретарь промышленного районного комитета ВКП(б), заместитель председателя траста «Лензолото», заместитель начальника организационного отдела Московского горкома РКП(б) в Москве, с декабря 1925 по 13 сентября 1927 года — ответственный секретарь окружного комитета КП(б)У в Луганске.
С 12 декабря 1925 по 18 января 1934 — член ЦК КП(б)У, с 12 декабря 1925 до 20 ноября 1927 года — заместитель члена, а с 29 ноября 1927 года по 2 марта 1931 года — член политбюро ЦК КП(б)У. С 31 декабря 1925 по 12 октября 1937 года — заместитель члена ЦК ВКП(б). С 5 сентября 1927 г. по январь 1930 г. — ответственный секретарь окружного комитета КП(б)У в Днепропетровске, а с 1931 по февраль 1933 года — 2-й секретарь Среднеазиатского бюро ЦК ВКП(б).
С 3 февраля 1933 г. по 28 декабря 1936 года — 1-й секретарь Крымского обкома ВКП(б).
В газете «Правда» он пишет о успехах советского строительства: «Чем является Крым сейчас? Цветущей национальной советской республикой. Республикой ударного радостного труда, где куётся культурная и зажиточная жизнь трудящихся».
С 22 декабря 1936 года по 16 сентября 1937 — 1-й секретарь областного комитета ВКП(б) в Сталинграде. Этот период отмечен вхождением в состав особой тройки, созданной по приказу НКВД СССР от 30.07.1937 № 00447 и активным участием в репрессиях, развернутых партийно-чекистской номенклатурой.
15 марта 1935 года награждён орденом Ленина.
8 сентября 1937 года арестован, затем расстрелян.
В 1956 посмертно реабилитирован.